# Zygogynum fraterculus
Zygogynum fraterculus är en tvåhjärtbladig växtart som beskrevs av Willem Willen Vink. Zygogynum fraterculus ingår i släktet Zygogynum och familjen Winteraceae. Inga underarter finns listade.